# Jon-Erik Hexum
Jon-Erik Hexum (Englewood, 5 november 1957 - Los Angeles, 18 oktober 1984) was een Amerikaans model en acteur. Hij schoot zich per ongeluk dood op de set van zijn televisieserie.

## Biografie
Hexum werd geboren in Englewood in de staat New Jersey als de zoon van Gretha en Thorleif Hexum. Hij en zijn oudere broer Gunnar werden in Tenafly opgevoed door zijn moeder nadat zijn ouders uit elkaar gingen toen hij vier was. Nadat hij in 1980 afstudeerde verhuisde hij naar New York in de hoop een acteercarrière uit te bouwen. Hij ontmoette er Bob LeMond, de manager van John Travolta en hij zag potentieel in Hexum. Op zijn verzoek verhuisde hij in 1981 naar Los Angeles om zo auditie te kunnen doen voor de film Summer Lovers. Hoewel hij de rol moest laten aan Peter Gallagher werd hij toch opgemerkt en hij werd gecast voor de nieuwe serie Voyagers! om daar de hoofdrol te spelen. De serie liep slechts één seizoen in 1982-83 en Hexum verdiende 10.000 dollar per aflevering. De serie kon de concurrentie met 60 Minutes niet aan maar Hexum werd wel opgemerkt en kreeg de rol aangeboden voor de televisiefilm Making of a Male Model, waar hij de tegenspeler was van Joan Collins. In 1984 had hij een gastrol in de televisieserie Hotel.
In 1984 kreeg hij de rol van agent Mac Harper in de serie Cover Up. Op 12 oktober 1984 werd de zevende aflevering van de serie opgenomen. In een van de scènes moest Hexum losse flodders in een .44 Magnum- handvuurwapen doen. De scène verliep niet zoals gewenst en door de vertraging begon Hexum zich te vervelen en wou een spelletje spelen. Hij haalde alle losse flodders uit het wapen, behalve één en wilde het spel Russische roulette spelen. Hij zette de revolver tegen zijn slaap en haalde de trekker over. Hexum was onwetend dat ook losse flodders gevaarlijk konden zijn als ze vanop korte afstand gevuurd werden en hij verwondde zich zelf ernstig en kleine stukjes van de losse flodder kwamen in zijn hersenen terecht. Hij werd meteen naar het ziekenhuis gebracht waar hij een vijf uur durende operatie onderging. Op 18 oktober, zes dagen na het ongeval, werd hij hersendood verklaard. Met toestemming van zijn moeder werd hij naar San Francisco overgevlogen waar zijn hart getransplanteerd werd in het lichaam van een 36-jarige man. Ook zijn nieren en hoornvlies werden gedoneerd. Zijn lichaam werd teruggevlogen naar Los Angeles, waar hij gecremeerd werd.
In Cover Up verdween hij enkele afleveringen buiten beeld en was hij zogezegd op geheime missie tot gezegd werd dat hij hierbij omgekomen was.